# فرمان سلمانوف
فرمان سلمانوف (ترکی آذربایجانی: Fərman Salmanov ) متولد ۲۵ تیر ۱۳۱۰ شهرستان شمکیر و فوت در  ۲۷ اردیبهشت ۱۳۸۶ (۷۵ سال)(مسکو) زمین‌شناس مشهور آذربایجانی اهل روسیه که در سال ۱۳۴۰، میدان بزرگ نفتی را در غرب سیبری در استان تیومن کشف کرد و موجب بزرگترین تحول اقتصادی در شوروی تزاری شد و پایه و اساس زیربنای نفتی و گازی معاصر روسیه را پی ریزی کرده بود. 
وی عضو آکادمی ملی علوم روسیه (شوروی) و در سال ۱۳۷۵ مدال قهرمان سوسیالیست روسیه را تصاحب کرد و از زمین شناسان بزرگ فدراسیون روسیه به شمار می‌رود.
فرمان سلمانوف در روستای مورول از توابع ولسوالی شمکور جمهوری آذربایجان در خانواده ای کشاورز با اصالت آذربایجانی به دنیا آمد. پس از پایان تحصیلات عالی وارد آکادمی دولتی نفت آذربایجان شد و پس از فارغ التحصیلی برای اکتشاف نفت در كۇزباس اعزام شد. او به زودی متوجه شد که نفت در كۇزباس وجود ندارد و تصمیم گرفت با داوطلبان تیم اکتشاف خود بدون رضایت مقامات شوروی به سورقوت در سیبری حرکت کند. بر اساس دکترین رایج در آن زمان در علم زمین شناسی شوروی، سیبری منطقه نفت خیز محسوب نمی‌شد. مقامات سعی کردند سلمانوف را تحت تعقیب کیفری قرار دهند، اما زمانی که تیم او تهدید به اعتصاب کردند، مجبور شدند مأموریت او را تأیید کنند.
سلمانوف در ‎۱ فروردین ۱۳۴۰ در میدان مقیون نفت کشف کرد. او برای همه مخالفانش تلگراف‌های مشابهی ارسال کرد:"رفیق عزیز، یک چشمه نفت از عمق ۲۱۸۰متری مقیون فواره می زند." 

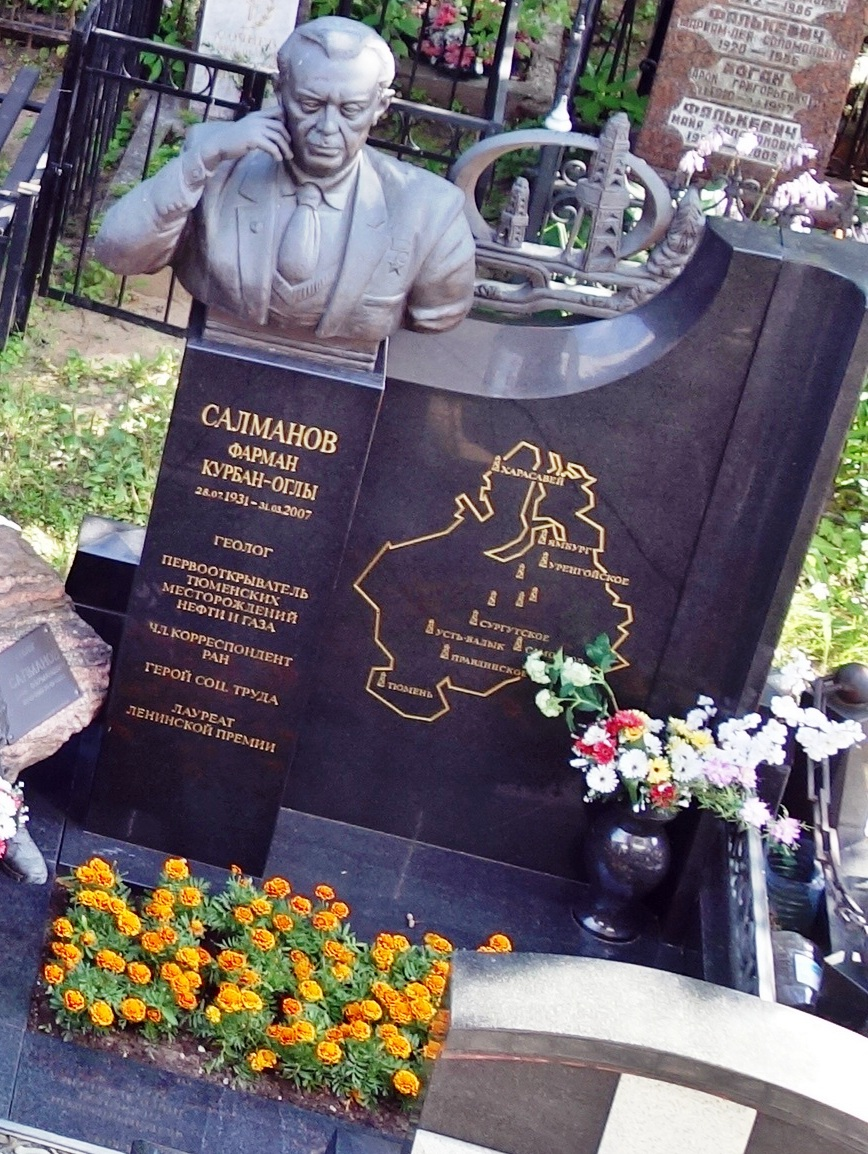
مقبره فرمان سلمانوف در قبرستان واگانکوفسکی در مسکو

مخالفان او در وزارت زمین شناسی شوروی ادعا که این یک ناهنجاری طبیعی است و فواره نفت به زودی از بین خواهد رفت. هنگامی که سلمانوف دومین ذخیره نفتی در اوستبالیک حفاری کرد، تلگرافی به کنگره بیست و دوم حزب کمونیست اتحاد جماهیر شوروی برای نیکیتا خروشچف، رهبر شوروی فرستاد:
"من نفت پیدا کردم. همین."
رهبران شوروی به اهمیت اکتشافات سلمانوف پی بردند و نفت سیبری به زودی به نیروی محرکه اصلی اقتصاد شوروی و منبع اصلی ارز برای بودجه شوروی تبدیل شد.

## اقتباس در فیلم
وقایع زندگی و شخصیت فرمان سلمانوف اساس فیلم بلند «استراتژی ریسک» (Стратегия риска) در سال (۱۳۵۷) به کارگردانی الکساندر پروشکین و تصویر شخصیت اصلی آن با نام فرید عسکروف در فیلم معرفی شد.
فیلم قهرمان تایگا (فیلم، ۱۳۴۷) نیز به کارگردانی ولادیمیر کونیاگین در خصوص زندگی وی ساخته شده است.

## بورسیه
بر اساس فرمان الهام علی‌اف، رئیس‌جمهور جمهوری آذربایجان، برای مادندگاری یاد فرمان سلمانوف برای تحصیل در آکادمی دولتی نفت آذربایجان "بورسیه‌ای به نام فرمان سلمانوف" برای دو دانشجو متمایز ایجاد شده است.